# 時報鷹
時報鷹為中華職棒1993年至1998年的一支球隊，其母公司為中國時報集團旗下公司「時報育樂」，前身為1990年成立的黑鷹棒球隊，1991年由中國時報收購後改名「時報鷹隊」。歷任總教練為李瑞麟與林信彰，代表性的明星球員有「棒球王子」廖敏雄、「不良」曾貴章、「神奇小子」黃裕登、「盜俠」張耀騰等，1996年該隊涉入簽賭案，受到此案影響使其在1998年宣布解散，目前相關成員仍以「時報鷹棒球教練隊」活躍中。

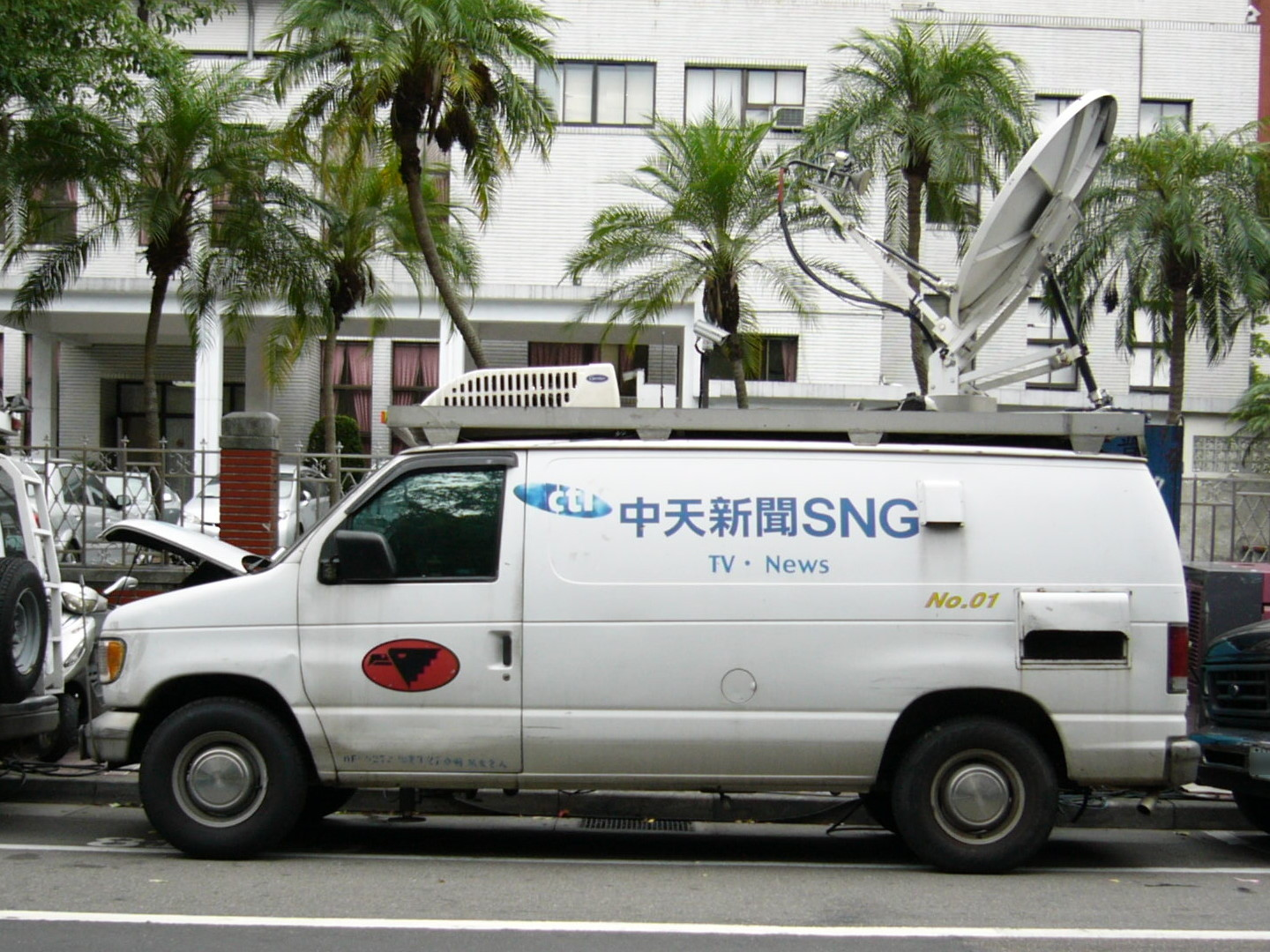
中天新聞1號SNG車左方外觀，車門上圖案為時報鷹隊徽。

## 球團法人沿革
- 1992年－1998年：時報育樂股份有限公司

## 年表
- 1988年，鉅聲傳播（1995年改組為鉅聲國際）負責人周子玉組成「瘋馬大力士趣味棒球隊」。
- 1990年9月4日，周子玉正式成立「黑鷹棒球隊」。
- 1991年，與台東農工、六信家商、鶴聲國中、鹿野國中、善化國小、上海小鷹隊建教合作。同年2月在甲組資格賽中連勝北體兩場，取得甲組球隊資格，11月時轉售予中國時報，更名為「時報鷹隊」。
- 1993年，與廣島隊簽訂技術交流合約，進入中職。
- 1997年，奪得中職上半季冠軍。慶功宴後全隊本土球員除各隊支援替補球員以「二代鷹」打完下半季。二代鷹在總冠軍賽二連勝後，四連敗給味全龍。惜別餐會中宣佈球隊停權一年，所有球團相關人員也將解約。
- 1998年9月16日，正式宣布解散。
- 2004年10月23日，「時報鷹棒球教練隊」成立。
- 2005年3月5日，於天母棒球場舉辦李瑞麟老師紀念賽。
- 2005年7月23日，時報鷹大理高中棒球隊成立。
- 2005年10月8日，時報鷹棒球教練隊與台灣之星棒球隊於澄清湖棒球場舉辦對抗義賽，球迷僅憑兩張發票即可進場，所得發票全數捐給創世基金會。

## 歷年戰績
| 年度   | 總教練 | 名次 | 出賽 | 勝  | 敗  | 和 | 勝率 | 勝差 | 備註 |
| 1993年 | 李瑞麟 | 5    | 90   | 36  | 52  | 2  | .409 | 18.0 |      |
| 1994年 | 李瑞麟 | 3    | 90   | 46  | 43  | 1  | .517 | 18.5 |      |
| 1995年 | 李瑞麟 | 3    | 100  | 49  | 50  | 1  | .495 | 13.5 |      |
| 1996年 | 李瑞麟 | 2    | 100  | 56  | 41  | 3  | .577 | 4.0  |      |
| 1997年 | 李瑞麟 | 6    | 72   | 35  | 33  | 4  | .515 |      |      |
| 1997年 | 林信彰 | 6    | 24   | 6   | 18  | 0  | .333 |      | 代理 |
| 合計   |        |      | 476  | 228 | 237 | 11 | .490 |      |      |

## 紀念性全壘打
| 支數 | 日期       | 球員   | 投手（球隊）     | 地點                           |
| 1    | 1993/03/27 | 廖敏雄 | 瓊茲（兄弟象）   | 臺北                           |
| 50   | 1993/08/17 | 廖敏雄 | 康明杉（三商虎） | 高雄                           |
| 100  | 1994/06/03 | 愛快   | 王漢（統一獅）   | 臺南                           |
| 150  | 1994/10/16 | 喬治   | 謝佳訓（統一獅） | 臺北                           |
| 200  | 1995/07/21 | 喬治   | 必可（三商虎）   | 臺北                           |
| 250  | 1996/04/23 | 丹尼歐 | 黃杉楹（興農熊） | 臺北                           |
| 300  | 1996/08/27 | 李聰富 | 班固（三商虎）   | 屏東                           |
| 350  | 1997/04/01 | 曾貴章 | 黃杉楹（興農牛） | 臺北                           |
| 400  | 1997/08/23 | 魯賓   | 漢森（和信鯨）   | 臺北                           |
| 404  | 1997/09/18 | 白昆弘 | 東鈮（兄弟象）   | 臺中（註：隊史例行賽最後一支） |

## 相關聯結
- 時報鷹在台灣棒球維基館上的頁面（繁體中文）
- 時報鷹棒球教練團
- 時報鷹教練隊
- 時報 陽光 紅土 天空部落格
- 時報鷹教練隊網路相簿
- 中華職棒全球資訊網 （页面存档备份，存于）
- 台大Ptt鷹板 （页面存档备份，存于）
- 時報鷹連線板[]
- 「展翅雄鷹——時報鷹」電子報 （页面存档备份，存于）
- 永遠的時報鷹[永久]
- 時報鷹 展翅再揮棒 （页面存档备份，存于）
- 鷹族傳奇